# FC Istiklol Dushanbe
El FC Istiklol Dushanbe (tadjik: Клуби Футболи Истиқлол), (persa:  باشگاه فوتبال استقلال دوشنبه) és un club de futbol tadjik de la ciutat de Duixanbe.
Va ser fundat l'any 2007, per commemorar el dia de la independència del país. Istiklol independència en tadjik. L'any 2008 assolí l'ascens a la primera divisió.

## Palmarès
- Lliga tadjik de futbol:[2]
  - 2010, 2011, 2014, 2015, 2016, 2017, 2018, 2019, 2020, 2021, 2022, 2023, 2024
- Copa tadjik de futbol:[3]
  - 2009, 2010, 2013, 2014, 2015, 2016, 2018, 2019, 2022
- Supercopa tadjik de futbol:
  - 2010, 2011, 2012, 2014, 2015, 2016, 2018, 2020, 2021, 2022

- Copa President de l'AFC:
  - 2012